# Botafogo Esporte Clube
El Botafogo Esporte Clube fou un club de futbol brasiler de la ciutat de Teresina a l'estat de Piauí.

## Història
El club va ser fundat el 30 de març de 1932. Va guanyar el campionat estatal en 11 ocasions, entre 1934 i 1957.

## Estadi
El Botafogo Esporte Clube disputa els seus partits com a local a l'Estadi Lindolfo Monteiro, anomenat Lindolfinho. Té una capacitat per a 8.000 espectadors.

## Palmarès
- Campionat piauiense:
  - 1934, 1935, 1936, 1937, 1938, 1940, 1941, 1945, 1946, 1949, 1957

- Campionat piauiense de Segona Categoria:
  - 1965